# Будки (Сумський район)
Будки́ — село в Україні, у Білопільській міській громаді Сумського району Сумської області. Населення становить 62 особи.

## Географія
Село розташоване біля витоків річки Волфа. На відстані 1.5 км розташовані села Голишівське та Іскрисківщина.
Поруч знаходиться кордон з Росією.
За 1 км від села пролягає автомобільний шлях Т 1918.

## Історія
Поблизу села Будки знайдений курган VII III до н. е. та давньоруське городище (ІХ-ХІІ ст.)
Село постраждало внаслідок геноциду українського народу, проведеного урядом СССР 1923—1933 та 1946–1947 роках[джерело?] .
12 червня 2020 року, відповідно до розпорядження Кабінету Міністрів України № 723-р «Про визначення адміністративних центрів та затвердження територій територіальних громад Сумської області», село увійшло до складу Білопільської міської громади.
19 липня 2020 року, в результаті адміністративно-територіальної реформи та ліквідації Білопільського району, село увійшло до складу новоутвореного Сумського району.

#### Російське вторгнення в Україну (з 2022)
17 серпня 2024 року оперативне командування «Північ» повідомило про обстріли Сумської області. Серед постраждалих населених пунктів село Будки – 7 вибухів, ймовірно міномет 120 мм.   